# Hisingens HK
Hisingens HK (Hisingen Handboll) var en samarbetsförening i handboll från Hisingen i Göteborg, bildad 2008 av handbollsklubbarna Backa HK och Bjurslätts IF. Damlaget inledde med spel i division 1 och herrlaget i division 2. Från början var den uttalade målsättningen i klubben att "tillhöra Sverigetoppen inom fem år". Lagen spelade i rosa tröjor och svarta shorts.
Tvärtemot klubbens förhoppningar valde de andra större handbollsklubbar på Hisingen; Kärra HF, Torslanda HK och HP Warta, att inte ingå i samarbetet. Det ledde till att verksamheten aldrig tog riktig fart, framgångarna uteblev och ganska omgående började föreningen vittra sönder.
Senare inledde föreningen ett samarbete med Torslanda HK under namnet Hisingen/Torslanda HK. Både dam- och herrlaget spelade under detta namn i damallsvenskan och herrallsvenskan. Herrlaget ersattes så småningom av HK Torslanda Elit medan damlaget fortsatte samarbetet under namnet Bjurslätt/Torslanda HK fram till våren 2020.
Hisingens HK hade också ett framgångsrikt herrlag i beachhandboll. Laget vann SM-guld två gånger, 2010 och 2012.